# I. Alfonz modenai herceg

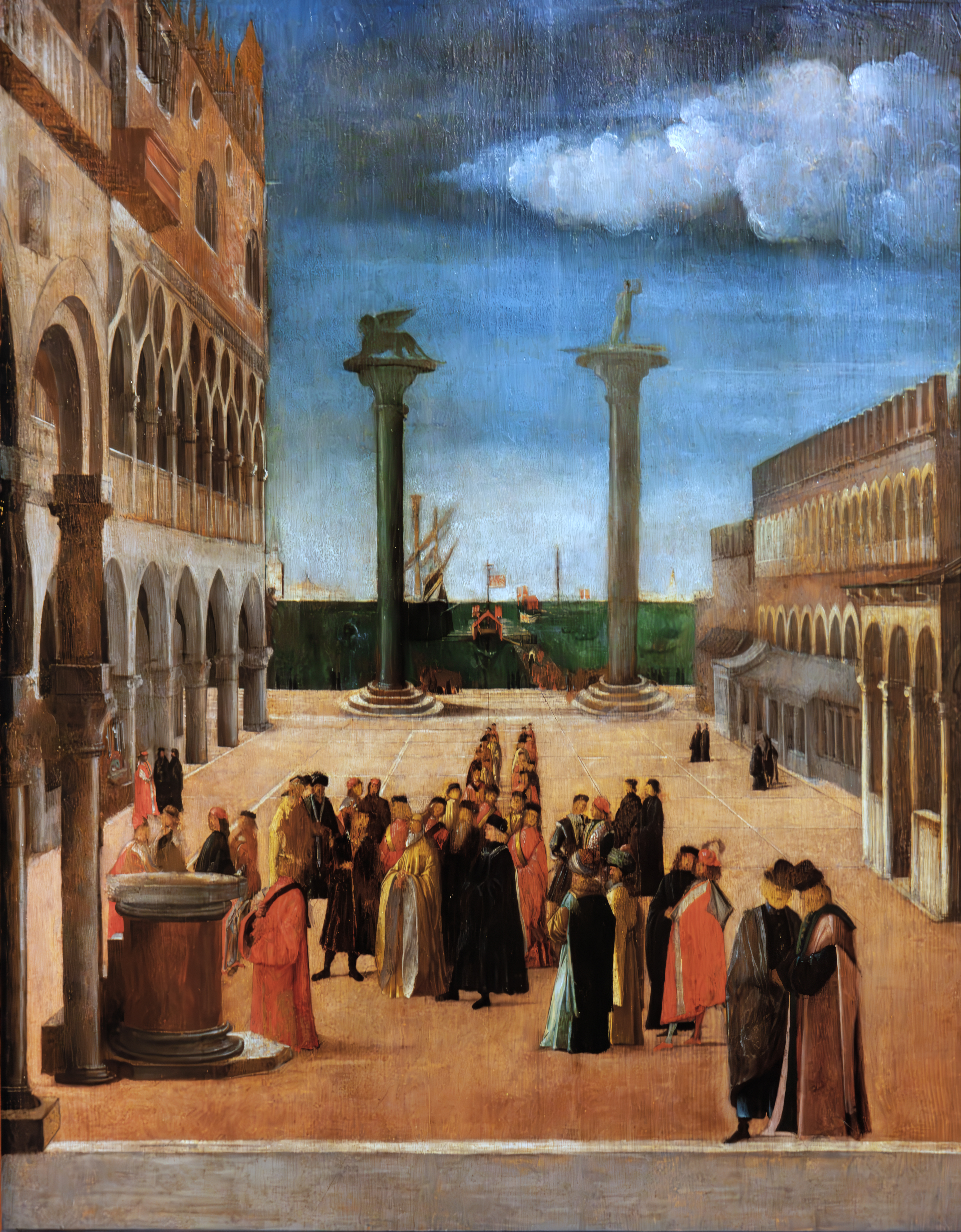
Hercules és Alfonz megérkezése Velencébe, Lazzaro Bastiani, palazzo Correr, Velence

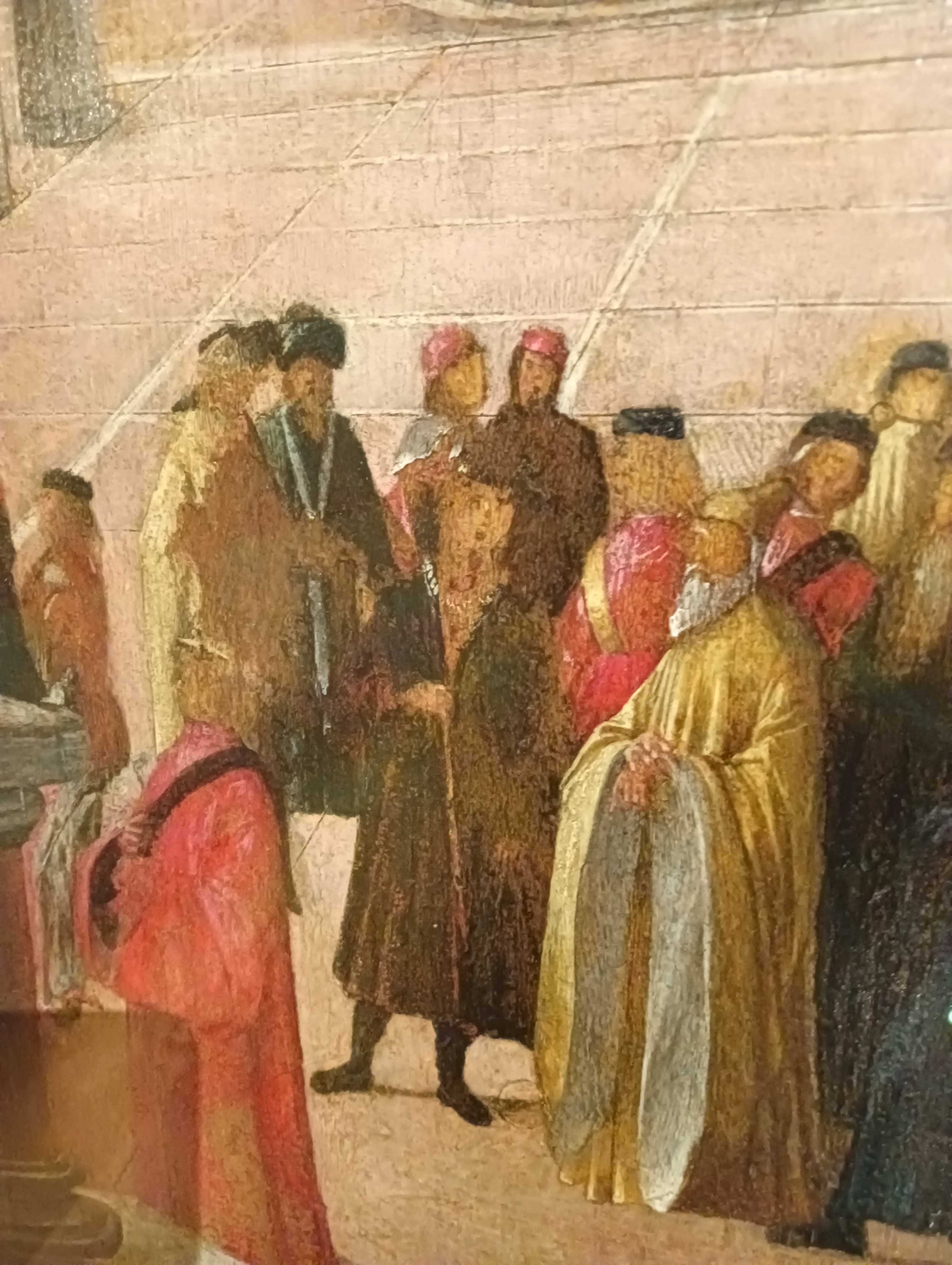
Hercules herceget a gyermek Alfonz fiával fogadja a velencei dózse (a fenti képből kiemelve)

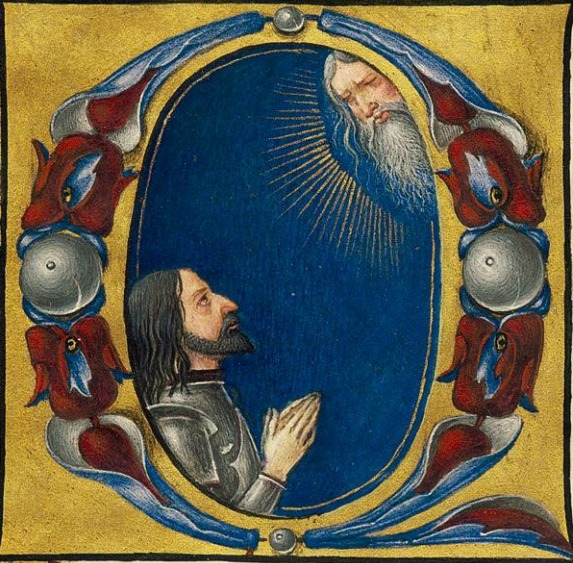
A 30-35 éves Alfonz herceg saját Hóráskönyvében, 1506-1511

I. Alfonz (Alfonso I d'Este; Ferrara, 1476. július 21. – Ferrara, 1534. október 31.) az Este-ház tagja, Ferrara, Modena és Reggio hercege 1505–1534 között. A lőfegyverek embere, akit Tüzérfejedelemnek is neveztek, a reneszánsz egyik legnagyvonalúbb mecénása volt.

## Élete

### Gyermekkora, neveltetése

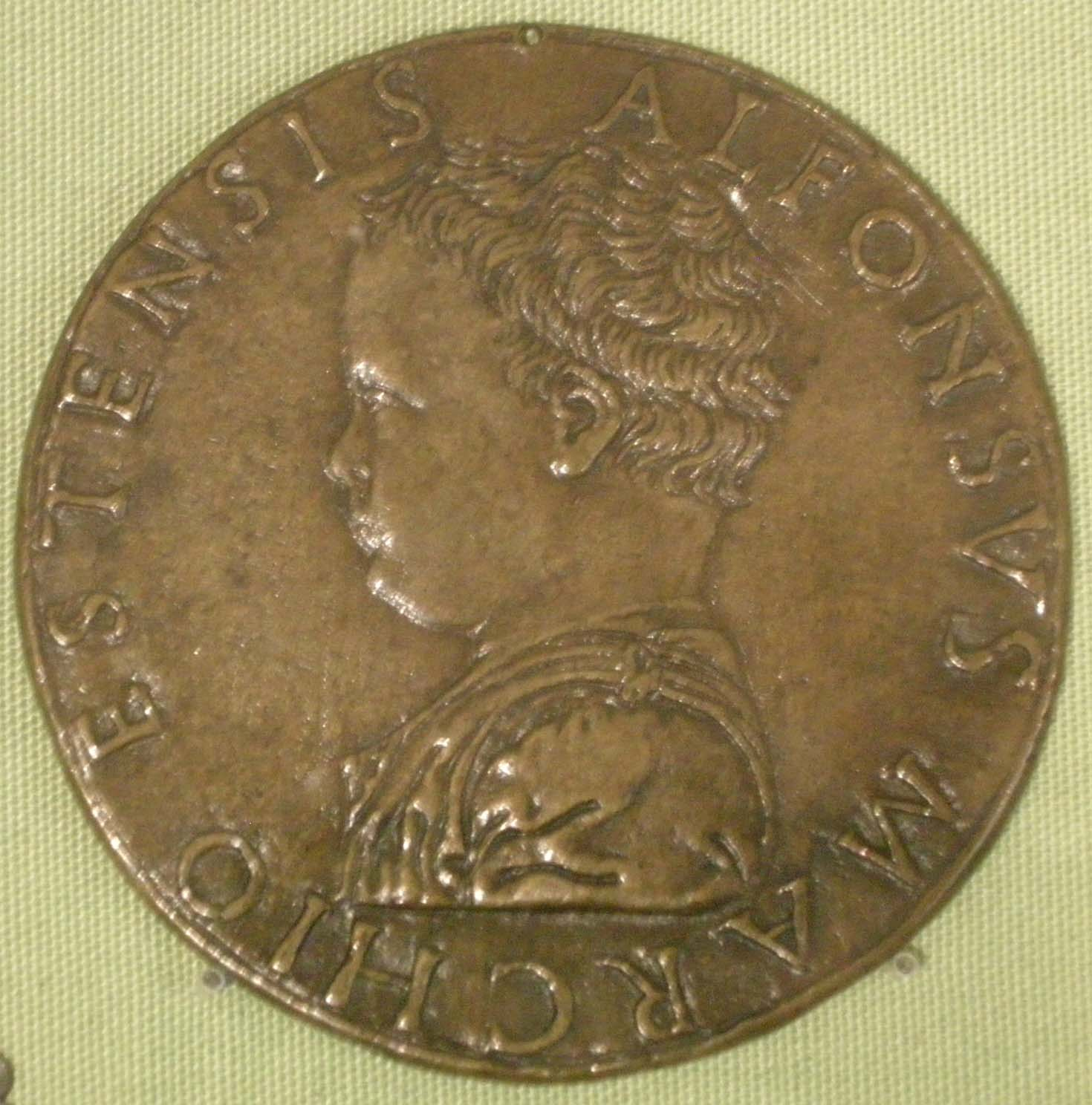
Alfonz egyévesen, 1477-es bronzérem

I. Hercules modenai herceg és Aragóniai Eleonóra modenai hercegné fia, aki nevét a keresztségben dédapja, V. Alfonz aragóniai király emlékére kapta, aki iránt apja, Hercules nagy csodálatot érzett, miután kora ifjúsága éveit udvarában töltötte.
Már 1479. április 24-én, még hároméves korát be sem töltve, először nyilvánosan lovagolt a ferrarai Via Grandén a Palio di San Giorgio lovasverseny alkalmával. 1484. április 24-én, hétévesen lovagolt először csatapáncélban Ferrarán keresztül, a következő napokban apjával együtt a háborúba vonulva. Május elsején követte apját Barcóba, ahol Hercules előkészítette a terepet az ellenség elleni felvonulásra. Ott a kis Alfonz majdnem elesett, amikor a „lova átkelés közben elakadt a vízben”, de nem szenvedett el mást, mint a vízbeesést. Mint a legtöbb d'Este herceget, őt is nagyon korán megismertették a testgyakorlatokkal és a fontos uralkodói szerepkörrel. Apja gyakori és hosszan tartó, háborús távollétei alatt Alfonz foglalta el a helyét a hivatalos ünnepségeken.
Fiatalkorától fogva soha nem mutatott hajlamot a tanulás és az irodalom iránt, inkább az iparművészet vonzotta. Megtanult fazekaskorongon kerámiaedényeket formázni, gyakran készített vázákat és tányérokat a hercegi asztalra, de elsősorban a bronz megmunkálása és tüzérségi eszközök öntése érdekelte.

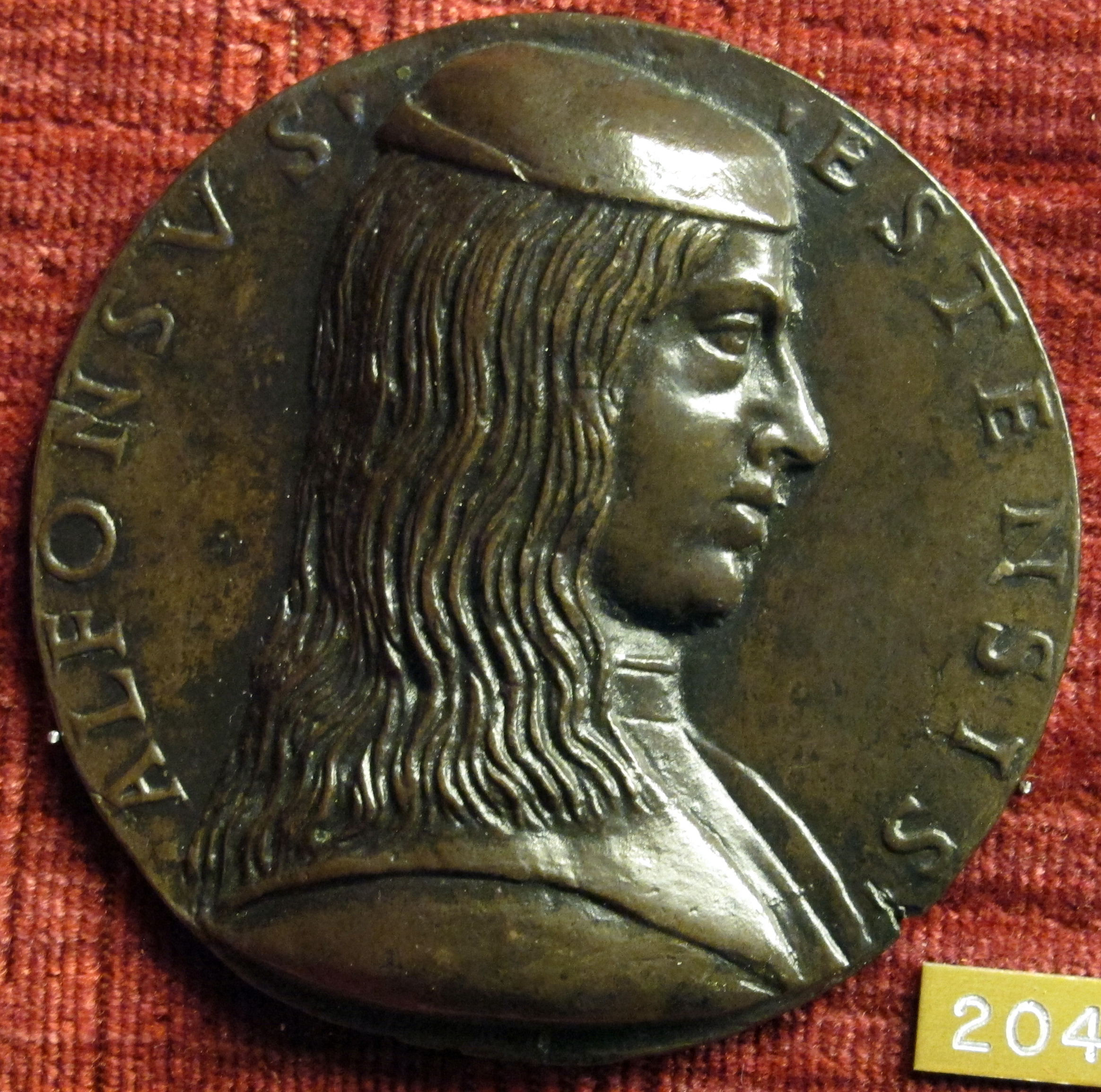
Alfonz fiatalkori portréja, egy 1492 körüli érmen

1477. május 20-án apja feleségül kérte számára Anna Maria Sforzát, Gian Galeazzo Sforza herceg húgát, azzal a világos szándékkal, hogy politikai szövetséget szőjön a két család között. Néhány évvel később Alfonz húgát, Beatricét is egy Sforzának, Anna Maria nagybátyjának, Milánó urának, Ludovico il Morónak ígérte feleségül. A kettős esküvőt 1491 januárjára tűzték ki, majd öt nap különbséggel ünnepelték meg: miután nővérét, Estei Beatrix milánói hercegnét elkísérte férjéhez, január 23-án Alfonso feleségül vette Anna Mariát Milánóban, bár a házasságkötést néhány héttel, a házastársak Ferrarába való visszatéréséig elhalasztották.
A következő években Alfonz többször visszatért Milánóba, hogy meglátogassa nővérét, Beatricét, akihez nagyon közel állt, mind nyáron, mind szülése alkalmából, hol apja és felesége társaságában, hol pedig egymagában. Atyja felvilágosult vezetése alatt Ferrara, Modena és Reggio városai jelentős kulturális megújulást éltek át.

### Diplomáciai tevékenysége
1492 novemberében Alfonzót apja követségbe küldte a pápához Rómába, ahol kevesebb mint egy hónapig tartózkodott. A franciák első inváziója során, miközben bátyja, VIII. Károly francia király zsoldjában állt, apja akaratából továbbra is az itáliaiak soraiban harcolt, csatlakozva az úgynevezett Szent Ligához, amelyet kifejezetten a megszállók Appennini-félszigetről való kiűzésére hoztak létre.
1495. március 31-én egy ötszáz fős fegyveres csapattal sógora és szövetségese, Ludovico Sforza meghívta, hogy vegyen részt a franciák elleni hadműveletekben. Júniusban, azután, hogy XII. Lajos francia király csapataival elfoglalta Novarát, és támadással fenyegette Milánót, Alfonzt Milánó kormányzójává nevezték ki Beatrice nővérével együtt.
Milánóban érte először a franciakór fellángolása, amely az elkövetkező években ismételten kínozta, 1497–98-ban igen súlyos formában. E betegség miatt nem tudott részt venni a fornovói csatában, amelynek során az általa toborzott ferrarai haderő súlyosan megtizedelődött.
Időközben 1497-ben felesége, Anna Maria belehalt a szülésbe a méhében hordozott lányával együtt, és apja, Herkules elkezdett gondolkodni a leendő Este herceg új, a család szövetségei számára hasznos esküvőjén.
1499-ben, amikor XII. Lajos elfoglalta Milánót, elkísérte apját, hogy lerója tiszteletét a hercegség új uralkodója előtt.

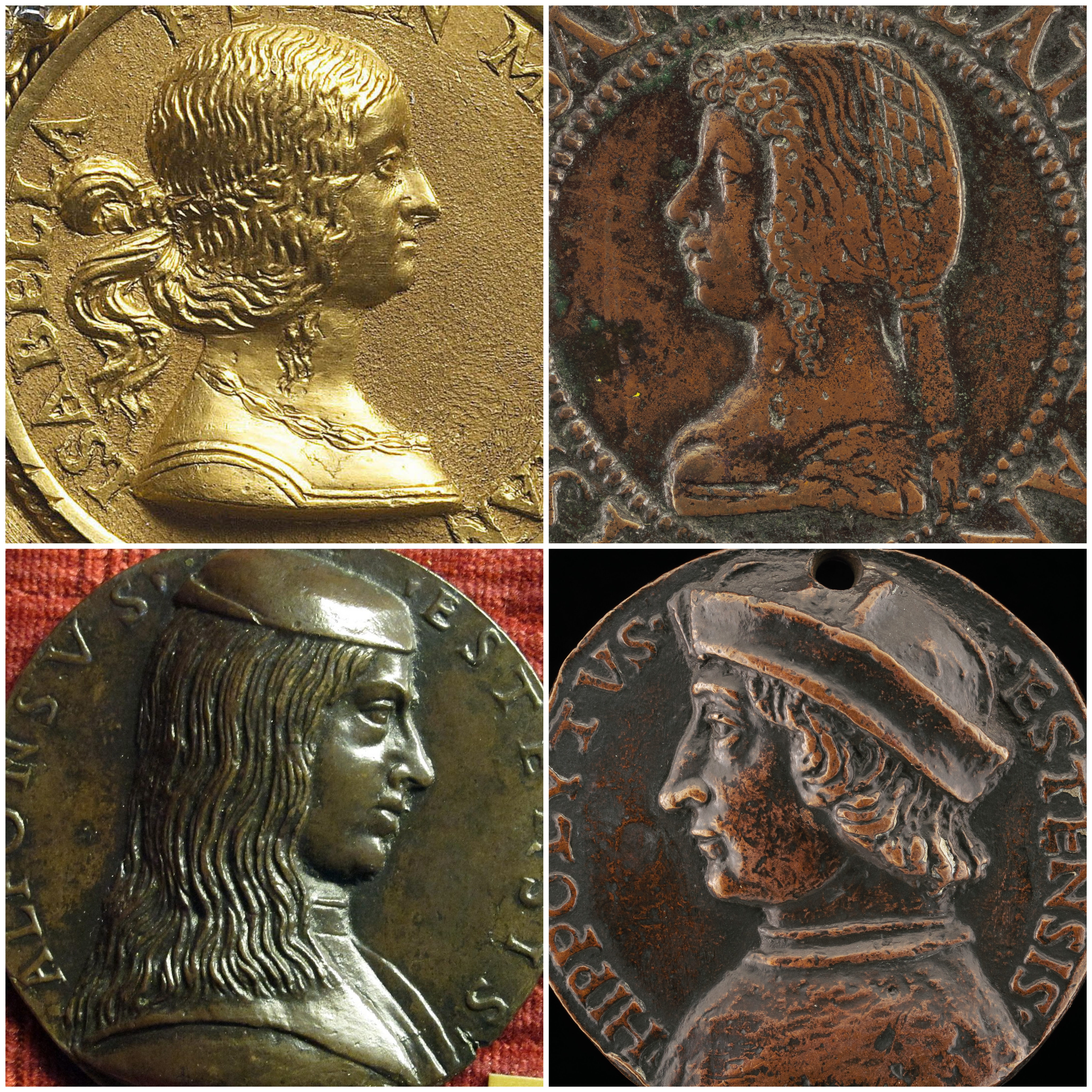
Az Este fivérek érmei mellett: Isabella, Alfonso, Ferrante, Estei Hippolit és Sigismondo apjuktól örökölték a tipikus Este-orrot; Beatrice az anyánál kissé feljebb. Ráadásul mindannyian sötét hajúak voltak, kivéve Ferrantét és Sigismondót, akik nyilvánvalóan az Este-család hagyományos szőke haját örökölték

### Második házassága
Miután Alfonz megözvegyült, 1501-ben apja arra kényszerítette, hogy feleségül vegye a „hírhedt” Lucrezia Borgiát (Giovanni Sforza egykori feleségét és Alfonso di Bisceglie özvegyét), „aki már sok férj és szerető kezén ment keresztül”. Mivel VI. Sándor pápa törvénytelen lánya volt, a házasság az Este-család számára biztosította volna a ferrarai hercegséget, a pápai állam hűbérbirtokát. Alfonz kezdeti elutasítása ellenére, menyasszonya rossz híre miatt, végül engedett apja parancsának.

### Ferrara hercegeként
1505-ben, apja halála után, ő örökölte hercegségeit és a családi trónt, és Itália történelme egyik legingatagabb időszakában uralkodott rajtuk. A pápa leányával kötött házasságából származó előnyök már VI. Sándor halálával (1503-ban) megszűntek, a többi nemzeti állam és európai hatalmak politikája pedig a Franciaország és Spanyolország közötti harcra összpontosított. Mindig mellette állt fivére, Estei Hippolit, aki még hivatalos beiktatásának napján, amelyre 1505. január 25-én került sor, mellette lovagolt Ferrara utcáin. Alfonznak komoly problémái voltak a családjával is, és a következő évben el kellett fojtania fivéreinek – Ferrantének és Giuliónak – összeesküvését, akik a Ferrarai Hercegség feletti uralomra törtek. Mindketten vereséget szenvedtek, és bebörtönözték őket az Este-vár börtönébe. Ferrante fogolyként ott is halt meg, 34 év után, 1540-ben. Giuliót csak 1559-ben – 81 éves korában – szabadította ki II. Alfonz d'Este.
1508-ban a Szent Római Egyház gonfaloniereként részt vett a Velencei Köztársaság elleni Cambrai-i Ligában, megfosztva a lagúnák köztársaságát Este és Rovigo feletti uralmától.

### Acambrai-i békeután
1510-ben nem volt hajlandó betartani a pápaság és Velence között megkötött békét, mert az ellenkezett Ferrara érdekeivel, ezért kiközösítették, és az Este-hercegség feletti hatalmát elvesztettnek nyilvánították. A Szent Liga háborújában Franciaországgal szövetkezett, és konfliktusba került a spanyol csapatokkal is. 1512 elején megsebesült Cento és Pieve di Cento védelmében, amelyet a következő évben csak francia segítséggel sikerült visszahódítania. Részt vett a ravennai csatában 1512. április 11-én, és ekkor tüzérsége ismét megmutatta hatékonyságát, lehetővé téve a franciák számára, hogy szétverjék a pápai hadsereget. Ezzel elérte a kiközösítés visszavonását, de a tőle elvett területek visszaállítását még nem. 1513 márciusában Rómába ment, hogy részt vegyen Giovanni de' Medici X. Leó pápa néven történő koronázási szertartásán.
Eközben 1518-ban a herceg Franciaországba ment I. Ferenchez, hogy támogatást kérjen a pápánál Modena visszaszolgáltatására vonatkozó kérelméhez. Mivel nem kapott, X. Leó halála után, egy erősen felfegyverzett hadsereg élén visszafoglalta Nonantolát és Reggiót. 1526 novemberében, hogy meggyengítse a vele szemben erősen ellenséges pápát, átadott saját öntödéiből a landsknechteknek néhány tüzérségi eszközt, különösen különféle falconet ágyúkat. Az egyik ilyen fegyver végzetesen eltalálta Giovanni dalle Bande Nere kapitányt a governolói csata során. A német csapatok ezt követően szabad kezet kaptak, és 1527 májusában kifosztották Rómát. Uralkodása vége felé, 1530-ban V. Károly császár visszaadta neki Modenát VII. Kelemen pápa határozott nemtetszése ellenére, és Modenával az Este, Reggio és Rubiera feletti hatalmának megerősítése is. Az egyetlen szükséges ellenérték százezer aranydukát befizetése volt a pápai kasszába.
I. Alfonz azt az egyedülálló „dicsőséget” érte el, hogy politikai okokból három pápa: II. Gyula, X. Leó és VII. Kelemen is kiközösítette.

## Mecenatúrája
A művészetek rendkívüli mecénása és a kultúra szerelmese volt, és még a hatalom megszerzése előtt barátságot kötött Matteo Maria Boiardóval. Később tudta, hogyan kell művészekkel és írókkal körülvenni magát, és az Este-udvart európai jelentőségű központtá tette. Ebben az időszakban Ferrarában olyan személyiségeket fogadott, mint Pietro Bembo, Ludovico Ariosto, Tiziano Vecellio, Giovanni Bellini, Dosso Dossi és Antonio Lombardo szobrász. Ezek a mesterek díszítették a Camerino delle Pitturét és a Studio dei Marmit Via Coperta-i magánrezidenciáján, amely ma is összeköti az Este-várat a hercegi palotával. Sajnos a festményeket és a márvány domborműveket a pápai legátus 1598-ban leszereltette és szétszórta, miután a ferrarai hercegség a pápai államhoz került. Ariostóra bízta Garfagnana kormányzóságát egy bizonyos időszakra, és személyesen is gyakorolta a zene és az építészet iránti szenvedélyét. Ludovico Ariosto Őrjöngő Lórántját is Ippolito d'Este bíborosnak, Alfonz herceg fivérének ajánlotta.

## A Tüzérherceg
1509. december 22-én főszereplője volt egy fegyverténynek, a polesellai csatában, amelyben a Ferrarai Hercegség ágyúi (amelyeket Alfonz közvetlen irányításával öntöttek) elsüllyesztették a velencei flottát, miközben a Pón Milánó felé hajóztak. A ferraraiak megvárták a Pó áradását, hogy felemelje a hajókat az ágyúk lővonaláig, majd tüzet vezényelt, amivel a flotta nagy részét megsemmisítették. A Velencei Köztársaság tengeri veresége a szárazföldi hadsereg által nagy benyomást tett a kortársakra. I. Alfonz „tüzérhercegként” vonult be a történelembe mint a tüzérség, a kohászat szakértője és ágyúöntő. Tüzérsége Európa-szerte nagy tekintélynek örvendett, mivel nevéhez fűződik a tüzérségi lövedék és a puskaporgyártás új rendszerének feltalálása. Az erődítményépítésnek is szaktekintélye volt; a ferrarai Európa legbiztosabb és legmodernebb várai közé volt sorolható. Ludovico Ariosto, Michelangelo Buonarroti és Rabelais csodálták és ünnepelték.
1509-ben I. Miksa német-római császár Padova ostroma alatt is használta lőfegyvereit. Lövéseivel sikerült áttörnie a városfalakat, és a várost így nem csak árulás révén sikerült meghódítania. A császár ezt meg akarta hálálni az Este-családnak azzal, hogy Este és Montagnana uraivá tette őket.
A híres Este-tüzérség más sorsra jutott Ferrara átadásával. Cesare d'Estét, a ferrarai hercegség kijelölt utódját nem erősítették meg újra II. Alfonz d'Este szerepében, így el kellett hagynia Ferrarát, és át kellett helyeznie udvarát Modenába, így a tüzérségi eszközöket tárgyalás után felosztották az Este-család és a pápaság között. A korszak leghíresebb ágyúi közül a Regina és a Spazzacampagna Modenába került, míg a Gran Diavolo és a Terremoto Ferrarában, az immár pápai városban maradtak. A Giulia már egy ideje Reggióban volt.

## Leszármazottai

### Törvényesek
Első felesége, Anna Maria Alfonznak csak egy leányt szült, de egyikük se élte túl.
Második feleségének, Lucrezia Borgiának hét fia született, meg egy 1502-ben halva született lánya és legalább négy elabortált terhessége volt:
- Alessandro (1505–1505)
- II. Ercole (1508–1559), Ferrara hercege
- Estei Hippolit (1509–1572), bíboros
- Alessandro (1514–1514)
- Eleanor (1515–1575)
- Francesco (1516–1578)
- Izabella Mária (1519–1521)

### Törvénytelenek
Szeretőjének, Laura Diantinak két gyermeke született tőle:
- Alfonso (1527–1587), Montecchio márkija
- Alfonsino (1530–1547).

## Portréi

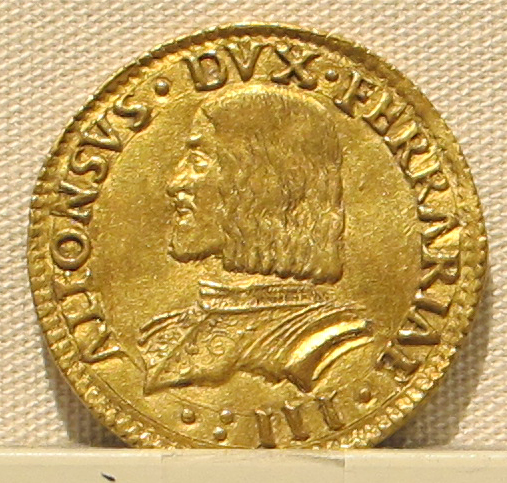
Arany dukát Alfonz képmásával
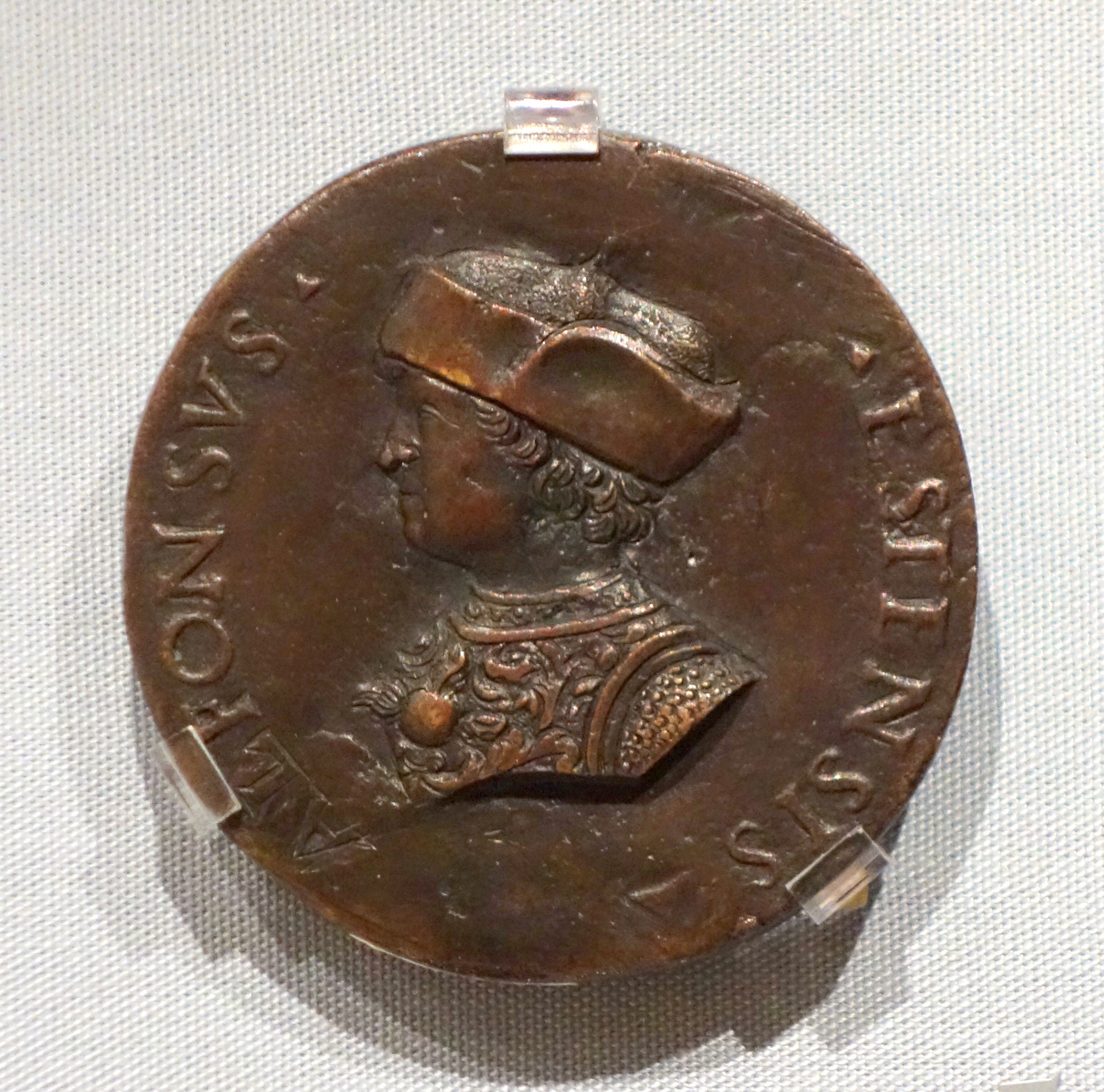
Alfonz-érem, 1502 k.
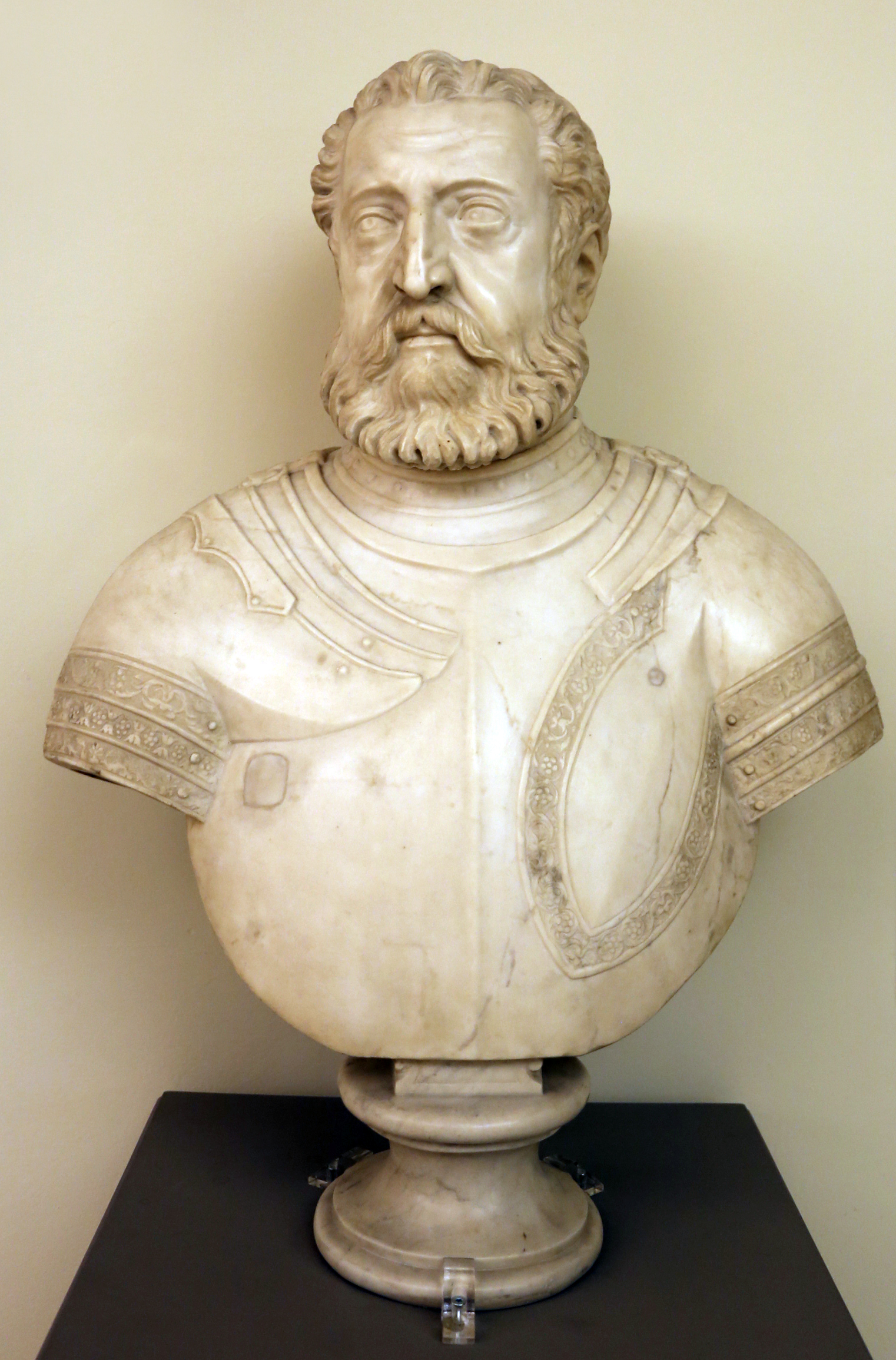
Alfonz mellszobra, Alfonso Lombardi, alias Cittadella műve, 1530 k.
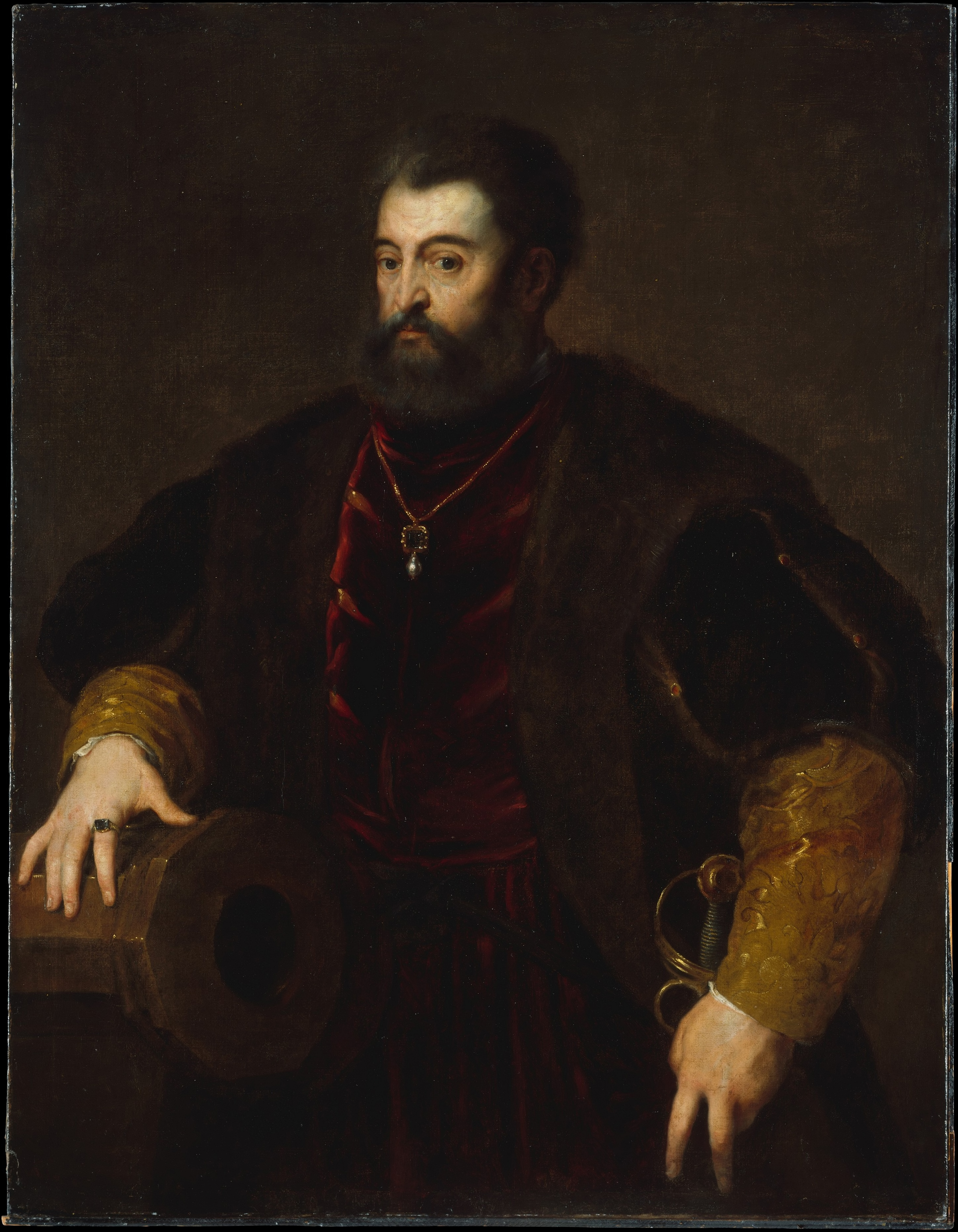
I. Alfonz portréja, az elveszett eredeti másolata, Tiziano, Metropolitan Művészeti Múzeum, New York
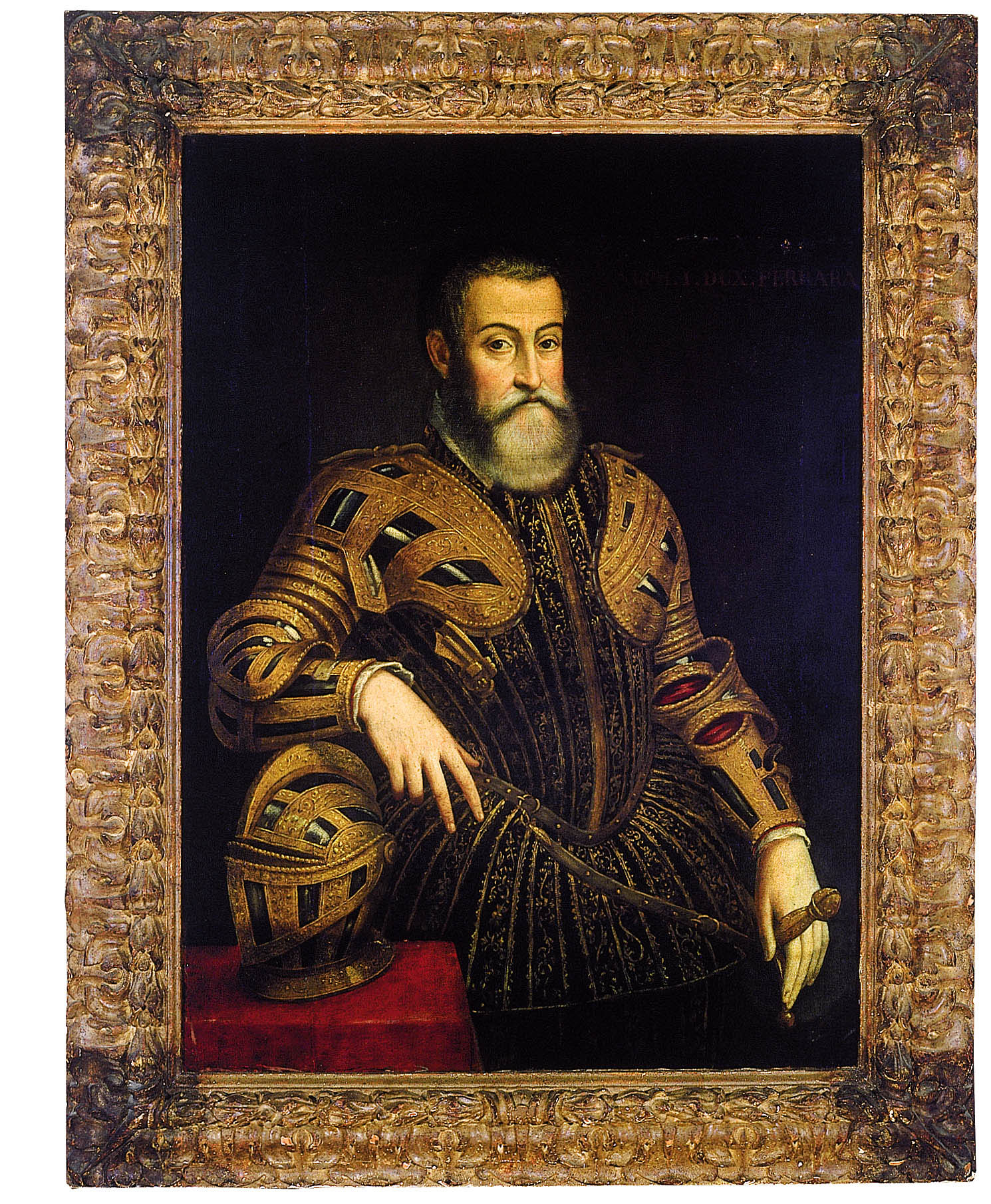
Alfonz posztumusz portréja páncélban, 16. század
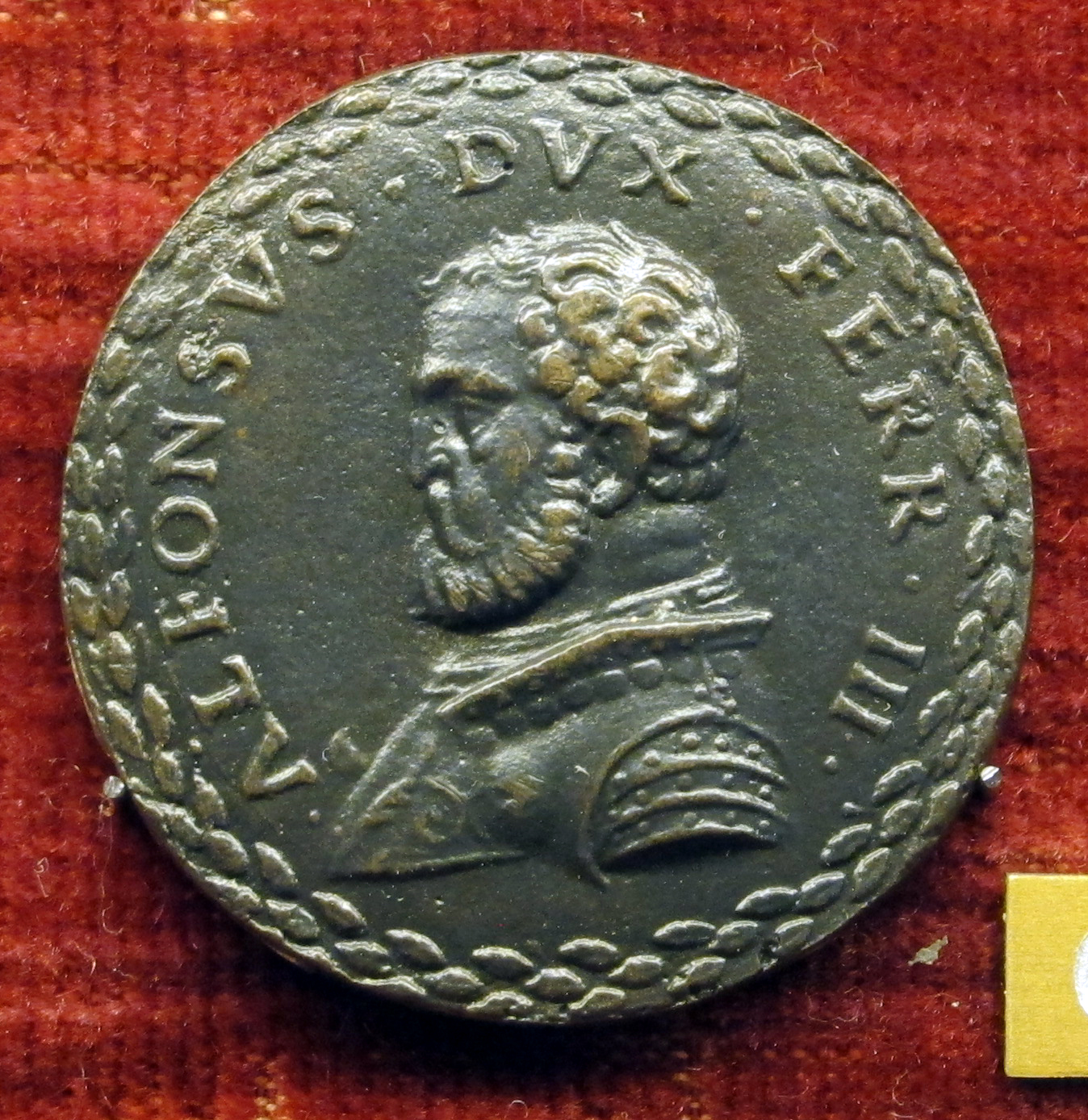
Alfonz-medál, egy névtelen szerzőtől
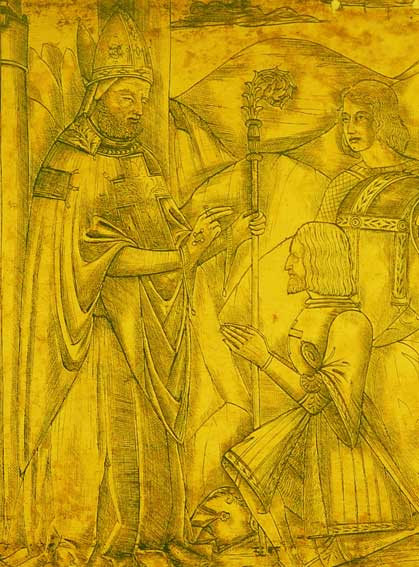
A Szent Maurelius előtt térdepelő Alfonz (ezüst tábla, a San Giorgio-székesegyházban őrzik Ferrara falain kívül, de nincs kiállítva)
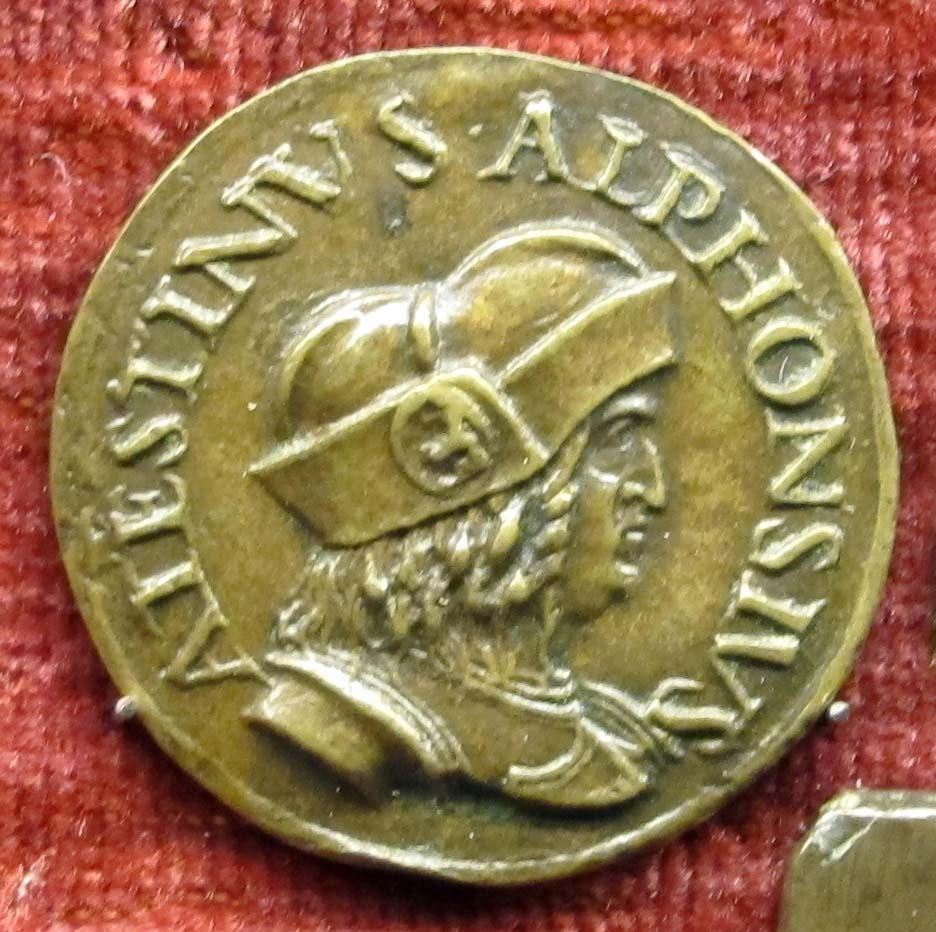
Érem Alfonz fiatalkori portréjával
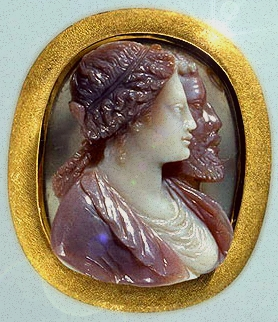
Kamea Lucrezia Borgia és férje, Alfonz arcával

## A tömegkultúrában
- Az 1940-es Lucrezia Borgia című filmben Alfonzt Nerio Bernardi alakítja.
- Az 1949-es Rókák hercege című filmben James Carney alakítja.
- A Borgiák maszkja című 1949-es filmben John Lund alakítja.
- Az 1966-os Le piacevole notti című filmben Luigi Vannucchi alakítja.
- Az 1981-es I Borgia című minisorozatban Keith Washington alakítja.
- A 2001-es Il mestiere delle armi című filmben Giancarlo Belelli alakítja.
- Diego Ronsisvalle 2004-es Le grandi dame di casa d'Este című filmjében Alessandro Lucente alakítja.
- Florestano Vancini 2005-ös E ridendo l'uccise című filmjében Ruben Rigillo alakítja.
- A 2006-os Los Borgiában Giuseppe Barile alakítja, statisztaként.
- A 2011–2014-es francia televíziós sorozatban A Borgiákban Andrew Hawley alakítja.

## Kitüntetései
- 1508 Arany Rózsa a Bologna oldalán Bentivoglio elleni hadjáratért
- A Szent Mihály-rend lovagja

## Fordítás
- Ez a szócikk részben vagy egészben  az   Alfonso I d'Este című olasz Wikipédia-szócikk fordításán alapul.  Az eredeti cikk szerkesztőit annak laptörténete sorolja fel. Ez a jelzés csupán a megfogalmazás eredetét és a szerzői jogokat jelzi, nem szolgál a cikkben szereplő információk forrásmegjelöléseként.

## Bibliográfia

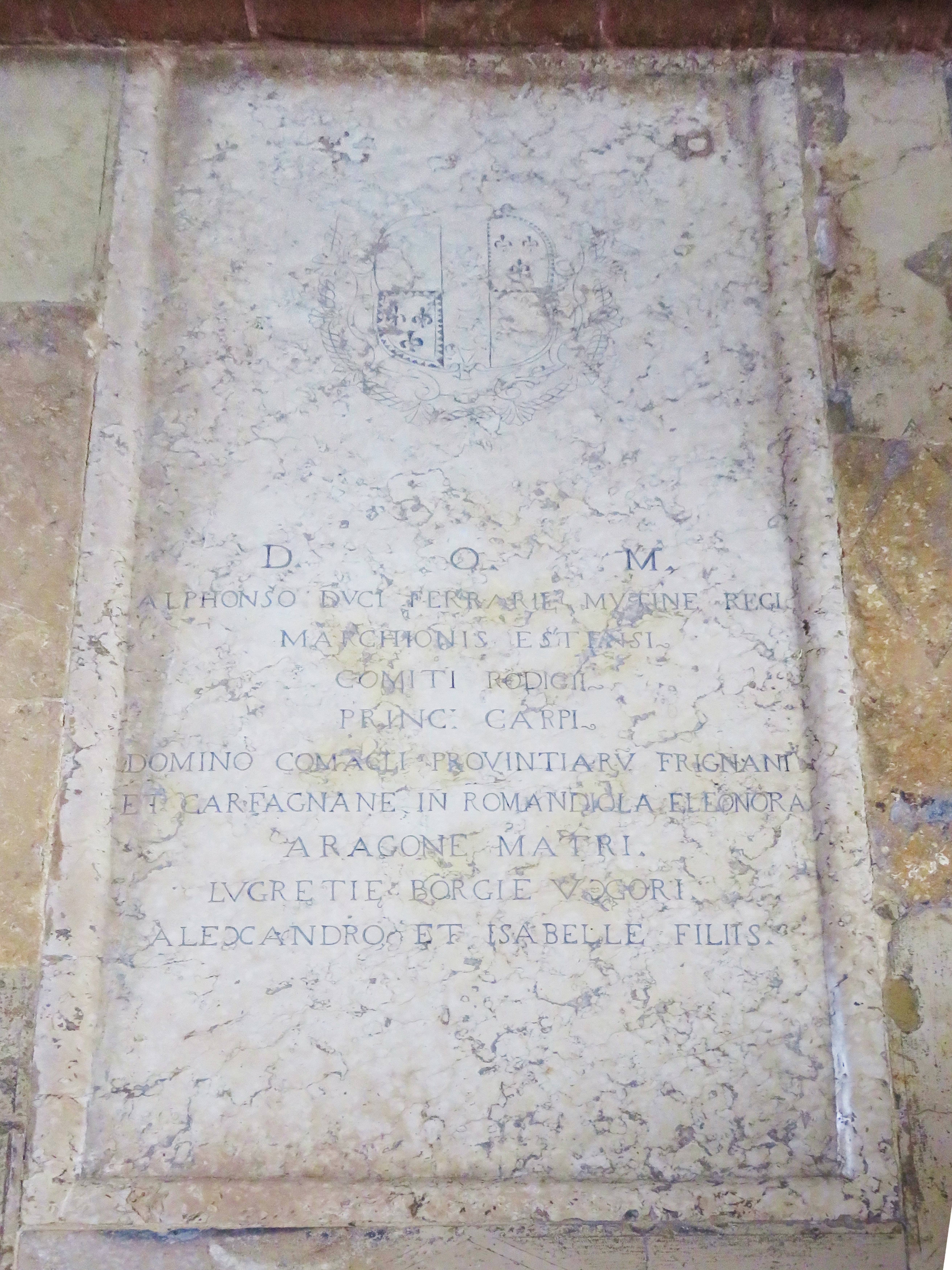
Alfonso d'Este, Lucrezia Borgia és néhány gyermekük sírja, Ferrara, Corpus Domini-kolostor

- Richard Bacchelli: Don Giulio d'Este összeesküvése. Milánó, Treves, 1931
- Bálán Péter: Olaszország története, vol. V. és VI. Modena, 1887
- Gli estensi. Storia di mille anni. Ferrara: Corbo Editore (2001). ISBN 978-88-8269-029-8
- Alfonso I d’Este, le immagini e il potere. Da Ercole de' Roberti a Michelangelo. Milano: Officina Libraria (2015). ISBN 978-88-89854-33-4
- LA NOSTRA STORIA Storie di storia ferrarese. Ferrara: 2G Editrice (2010). ISBN 978-88-89248-19-5
- La fabbrica ducale estense delle artiglierie (da Leonello ad Alfonso II d'Este), N 672 di serie numerata da 1 a 1000, opera realizzata con il contributo della Unione degli Industriali della Provincia di Ferrara, Bologna: Editrice Cappelli (1985). OCLC 18349517
- Gli estensi Mille anni di storia. Ferrara: Corbo Editore (2001). ISBN 978-88-8269-029-8